# Světová knihovna (Ottova)
Světová knihovna byla knižní edice pražského nakladatele Jana Otty, která v redakci Jaroslava Kvapila publikovala nejen světovou, ale i českou literaturu. Vycházela od roku 1897 (první knihou byl Čechův "Jestřáb contra Hrdlička") do roku 1931 (poslední kniha, Fénelonovy "Příhody Telemachovy", vyšla v sešitech s čísly 1886-1905). 
Svazky Světové knihovny v Ottově edici vycházely v prvních letech každý týden v sešitech v růžových či oranžových obálkách (laciné vydání po 10 krejcarech = 20 haléřích), případně po ukončení každého titulu v modrozelených celoplátěných vazbách. Číslované sešity měly kolem 100 stran. To znamená, že pokud kniha měla větší počet stran, vyšla s několika čísly (např. Manon Lescaut 20-21, Eugenie Grandetová 170-172 apod.). V omezeném počtu výtisků nakladatel vydával i soubory jednotlivých čísel či konvoluty děl jednoho autora v secesních vazbách (pro každý svazek v jiném originálním provedení), jež jsou předmětem sběratelského zájmu.
Na obálkách vydaných knih býval otištěn celý program Světové knihovny, z něhož si zájemci kdykoliv mohli koupit kterýkoli titul. Po vyprodání titulu následoval jeho dotisk. Některá oblíbená díla proto vyšla v mnoha reedicích. Z marketingových důvodů (Světová knihovna byla po několik desetiletí "stále skladem"), není mnohdy v tiráži uveden ani letopočet, ani údaj o pořadí vydání.
Ve 30. letech pokračovalo v konceptu Ottovy Světové knihovny Nakladatelské družstvo Máje. Jednak vydávalo starší Ottovy tituly, jednak vytvořilo svou vlastní sérii pod názvem Světová knihovna Máje (II. řada).  Stejný název (Světová knihovna) měly později další edice v pražském nakladatelství Odeon: druhá vycházela v letech 1961-1990, třetí začala vycházet v roce 2000.

## Seznam děl 1-932

### Básně
- Bryant, Thenatopsis a j. básně 828-829.
- Byron, Lara 766.
- Camoens, Lusovci I. 247-248, II. 278-280.
- Carducci, Ody barbarské 384-385.
- — Nový výbor básní 401-402.
- Čelakovský, Ohlasy 67-68.
- Jakub Bart-Ćišinski, Výbor básní 509.
- Dačický, Prostopravda 296.
- Erben, Kytice 190-191.
- Hálek, V přírodě 420-421.
- — Alfred 435.
- — Pohádky naší vesnice 437.
- — Ballady a romance 438.
- — Večerní písně 441.
- Hamerling, Ahasver v Římě 167-169,
- Heine, Kniha písní 141-143,
- Hněvkovský, Děvín 465-468.
- Hugo, Nové překlady 197-198,
- Immermann, Tulipánek 813-814.
- Klácel, Ferina lišák 493-496,
- Kollár, Slávy dcera I. 307-310. II. 311-314
- Koubek, Básníkova cesta do pekel 406-409
- Lamartine, Harmonie 875.
- Langer, Výbor básní 753-736.
- Leconte de Lisle, Nová řada básní 210.
- Lee-Hamilton, Sonety imaginární a Sonety bezkřídlých hodin 660-661.
- Lenau, Savonarola 701-703.
- Lomnický, Vybrané rýmování 358-359.
- Longfellow, Básně 259-260.
- Macpherson, Básně Ossianovy 322-323.
- Mácha, Máj a jiné básně 8-9.
- Moderní lyrika francouzská 300.
- Musset, Výbor poesií 714-715,
- Někrasov, Komu na Rusi blaze? 484-486,
- Neruda, Výbor básní 286-287.
- Pfleger-Moravský, Pan Vyšinský 833-837
- Polák, Básnické spisy I. 582-584, II. 585-587
- Preradovič. Básně 361-362.
- Rozmlouvání Petra Svatého 360.
- Shelley, Výbor lyriky 213-214.
- Staroskotské ballady 173.
- Šolc, Prvosenky 458-461.
- Tasso, Výbor lyriky I. 530-531. II. 557. III. 542.
- Vigny, Osudy 315-316.
- Vivanti, Lyrika 454-455.
- Vocel, Labyrint slávy 16-18.
- Vrchlický, České ballady 201-202.
- — Portréty básníkův 3.
- — Satanella 69.
- Výbor českoslov. lidové poesie 90-100.
- Wilde, Básně 844-845.
- Zahradník, Bajky a básně 511-514.

### Dramatická díla
- Aischylos, Oresteia 268-270.
- d' Anaunzio, Gioconda 677-678
- — Koráb 785-788.
- Becque, Pařížanka 547-548.
- Björnson, Nad naší sílu I. 183-186, II. 403-405.
- Bracco, Masky 61.
- Byron, Manfred 196.
- Corneille, Cid 152.
- Erckmann a Chatrian, Polský žid 645.
- Franko, Ukradené štěstí 59.
- Glacosa, Červený hrabě 174-175.
- Gogol, Revisor 271-272.
- Gulmera, Moře a nebe 757-799
- Hebbel, Judita 75.
- — Marie Magdalena 284-285.
- Hugo, Hemani 255-256.
- — Torquemada 294-295.
- Ibsen, Nápadníci trůnu 11-13.
- — Paní z námoří 505-508.
- — Strašidla 695-697,
- — Divoká kachna 825-826.
- — Hedda Gablerova 863-864.
- — Opory společnosti 876-878.
- — Spolek mladých 884-886.
- Kleist, Rozbitý džbán 779-781.
- Klicpera, Zlý jelen 35.
- Krasinski, Nebožská komedie 253-254.
- Lessing, Mina z Barnhelmu 479-481.
- Maeterlinck, Pelléas a Melissanda 155-156
- — Dvě loutková dramata 687,
- Molière, Lakomec 111-112.
- — Šibalství Skapinova 47,
- — Tartuffe 378-379.
- Musset, Se srdcem divno hrát 194.
- — Rozmar 472.
- Nikola, Balkánská cařice 297-299.
- Pisemskij, Hořký osud 637-638,
- Przybyszewski, Pro štěstí 650.
- Rostand, Cyrano de Bergerac 79-81.
- Sabina-Nejedlý, Prodaná nevěsta 665-667.
- Shaw, Pekelník 520-522.
- Shelley, Odpoutaný Prometheus 181-182.
- Tolstoj, Vláda tmy 176-177.
- Tyl, Strakonický dudák 19,
- Vacquerle, Člověk třtina 529.
- Vojnović, Dubrovnická trilogie 767-770.
- Wilde, Salome 450-451.
- Zorilla, Don Juan Tenorio 288-291.

### Romány, povídky atd.
- Aharonian, Obrázky z tureckého ovzduší 343-346.
- Aho, Dvě čudské povídky 54.
- — Kniha o Finsku 209.
- Alarcon, Třírohý klobouk 424-425.
- Aldrich, Tragedie stillwaterská 44-46.
- — Sábská králova 393-395.
- de Amicis, Albert 4.
- Andersen, Pohádky a povídky I 302-304; II. 373-376; III. 430-433.
- Andrejev, Tři povídky 544.
- — Rozum 679,
- d'Annunzio, Nevinný 157-161.
- Apulejus, Amor a Psyche 688.
- Arbes, Akrobati 30-31.
- — Ethiopská lilie 116-119,
- — Newtonův mozek 65.
- Balzac, Eugenie Grandetová 170-172.
- — Gobseck 827.
- Baškircevová, Dennik I 560-565; II 704-713.
- Baudelaire, Malé básně v próse 233-234.
- Bettramelli, Tři povídky 777.
- Björnson, Absolonovy vlasy 41-42.
- Blaumanis, Lotyšské povídky 799-800.
- Boborykin, Zmoudřel 838-840.
- Bourget, Tři malé dívky 203.
- Bracco, Žena 895-896.
- Bródy, Sněženka 36.
- — Herecká krev 265-267.
- Buddhistické pohádky 798.
- Cankar, Dům Marie Pomocné 890-891.
- — Kurent 892.
- Carmen Sylva, Utrpení na pozemské pouti 204-205.
- Cervantes, Don Quijote I. 101-109; II. 123-131.
- — Poučné povídky 317-319.
- — Novelly 324-326.
- — Dvě novelly 330-332.
- Constant, Adolf 305-306.
- Coppée, Henrietta 132.
- — Stříbrný náprstek a j. pov. 824.
- Čech, Jestřáb contra Hrdlička 1.
- Čechov, Mužíci 40.
- — Nudná historie 434.
- — Povídky 341.
- — Na šestce 377.
- — Humoresky 392.
- — Step 515-516.
- — Smutné povídky I. 795-797.
- — Smutné povídky II. 884-855
- Čirikov, Tuláček 489-490.
- Čorovič, Ve chvílích klidu 928-929.
- — O lásce a životě v Hercegovině 930-931.
- Daudet, Rosa a Ninneta 51-52.
- Dickens, Klub Pickwickův I. 62-64; II. 70-74; III. 82-85; IV. 87-89.
- — Koleda 55.
- — Tři vánoční povídky 244.
- Dumas, Korsičtí bratři 868-869.
- Ebner-Eschenbachová, Na zámku a ve vsi 320-321.
- — Nevěrec? 662-664.
- — Tři novelly 631-632.
- Elin-Pelin, Bulharské povídky 723-721.
- Erben, Vybrané báje I. 491-492; II. 517-519; III. 590-592.
- Flaubert, Prosté srdce 812.
- France, Košile 867.
- — Komická historie 887-889.
- Franko, Boa constrictor 28-29.
- — Haličské obrázky 625-627.
- Gobineau, Asijské novelly I. 445-446; II. 452-453; III. 456-457.
- Goethe, Utrpení mladého Werthera 192-193.
- Gomulicki, Novelly a skizzy 276.
- Goncourtové, Renata Mauperinova 135-137.
- Gorkij, Čtyři povídky 245-246,
- — Kresby a povídky 242-243.
- — Povídky 206-208.
- Hálek, Muzikantská Liduška 436,
- — Třipovídky 439-441.
- Hansson, Tři novelly 97-98.
- Harte, Cressy 32-34,
- — Kalifornické povídky 731-734,
- — Puritánka 475-476.
- Hauff, Pohádky I. 366-369; II. 469-471.
- Havlasa, Tiché vody 597-599.
- Herites, Tajemství strýce Josefa 94-96.
- Hoffmann, Malý Zaches 236-237.
- — Slečna de Scuderi 725-726.
- — Zlatý hrnec 551-552.
- Chateaubriand, Atala, René 77-78.
- Christen, Ze života 919-920.
- Irwing, Náčrty 399-400.
- Jackiv, Horčičné zrno 899-900.
- Janitschek, V slunečním žáru 841-843.
- Jihoamerické povídky 775-776.
- Jirásek, Filosofská historie 22-23.
- Jörnensen, Tráva 778.
- Keller, Sedm legend 386-387.
- Kielland, Novellety I. 221-222; II. 225-226.
- — Elsa 301.
- Kipling, Několik povídek 150-151.
- Kobylańska, Maloruské novelly 527-528.
- Kovalevská, Upomínky z dětství 165-166.
- — Nihilistka 653-654.
- Kozarac, Dvě povídky 121-122.
- Krasiński, Letní noc 791.
- Kuprin, Moloch 822-823.
- — Tři povídky 832.
- — Souboj 911-915.
- Lagerlöfova, Poklad pana Arne 487-488.
- — Jerusalém, I. 850-853.
- — Jerusalém II. 859-862.
- Leontěv, Pembe 342.
- Lermontov, Hrdina naší doby 872-874.
- Leskov, Nesmrtelný Golovan 412,
- — Spravedliví 815-816.
- Lier, Píseň míru 178-180.
- Lichtenberger, Můj Trott 893-894.
- Loti, Aziyadé 380-382.
- Ludwig, Mezi nebem a zemi 56-58.
- Lukianos, O začarovaném oslu 927.
- Mácha, Cikáni 38-39,
- Mackay, Poslední povinnost 336-337.
- — Alberta Schneila zaniknutí 422-423.
- Mamin-Sibirjak, Sibiřské povídky 80l-802
- Matavulj, Bělehradské povídky 749-750.
- Maupassant, Dědictví 162-163,
- — Sám a sám 252-254,
- — Sestry Rondoliovy atd: 727-728,
- — Yvetta 720-721,
- — Zbytečná krása atd: 741-742.
- Mendoza, Lazarillo z Tormes 37,
- Merežkovskij, Florencké novelly 689-691.
- Merimée, Dvě novelly 10.
- Meško, Obrázky a povídky 735-737.
- Meyer, Pokušení Peskarovo 482-483.
- Montagueová, Dojmy evropské a turecké 921-923.
- Murger, Kapucinův román 215-217.
- Musset, Novelly a povídky I. 24; II. 349-351.
- — Zpověd dítěte svého věku 146-149.
- Naživin, V blázinci, 792-794.
- Neera, Addio 43,
- — Senio 771-773.
- Neruda, Výbor povídek 292-293.
- — Různá prósa 338-340.
- Němcová, Babička 238-244.
- Němirovič-Dančenko, Tři vánoční povídky 188-189.
- de Noailles, Žasnoucí tvář 880-881,
- Orzeszkova, Jiskry 223-224.
- Pálsson, Dvě islandské povídky 66.
- Perez-Galdós, Marianela 413-415.
- Pertold, Buddhistické pohádky 798.
- Pfleger, Z malého světa 607-611,
- — Ztracený život 616-620.
- Prévost, Manon Lescaut 20-21.
- — Patnáct povídek 807-809.
- Puškin, Dubrovský 110.
- Rajberti, Kočka 473-474.
- Richepin, Historie ze zásvětí 195,
- Rubeš, Tři humoresky 14.
- Rodenbach, Mrtvé město 556-557.
- Salus, Pražské i jiné novely 568-569.
- Schnitzler, Lieutenant Gustl 383,
- Schreinerová, Sny 463-464.
- Sienkiewicz, Dvě cesty 232,
- — Na slunném pobřeží 5.
- — Selim Mirza 231.
- Skramová, Paní Ines 503-504.
- Staňukovič, Mořské povídky 805-806.
- Stevenson, Podivný případ dra Jekylla a pana Hyda 133-134.
- Sudermann, Starost 273-275.
- Světlá, Hubička 144,
- Swift, Guliverovy cesty I. 803-804; II. 870-871; III. 882-883; IV. 897-898.
- Šandor-Gjalski, Povídky 510.
- Šeller-Michajlov, Žluč a j. povídky 830-831.
- Tetmajer, Na skalném Podhalí 646-647,
- — Z Tater 648-649.
- Theuriet, Vybrané povídky 846-847.
- Tolstoj, Sonata Kreutzerova 738-739,
- — Statkářovo jitro 2,
- — Smrt Ivana Iljiče 848-849.
- Twain, Vybrané humoresky 113-115.
- Valera, Pepita Ximenes 6-7.
- Walewski, Divadlo a jeho oběti 731.
- Vazov, Strýcové 347-348.
- Vereščagin, Na vojně v Asii a v Evropě 416-419.
- Viesigová, Novelly 907-908.
- Vikelas, Tři novořecké povídky 120.
- Viliers de l'Isle Adam, Vybrané povídky 227.
- Winter, Krátký jeho svět 901-902.
- de Vogüe, Lid a páni na Rusi 15.
- Voltaire, Některé pověsti 443-444,
- — Candide 477-478.
- — Listy Amabedovy 683-686.
- Zangwill, Snílkové ghetta 211-220.
- Zapolska, Lidský zvěřinec 218-220.

### Spisy poučné a jiné
- Aeneas Sylvius, Historie česká 856-858.
- d'Almeras, Manželství u různých národů, I. 663-684, II. 698.
- Bauer, Lavoisier 553.
- Bauše, Život a cesty dr. E. Holuba 612-613.
- Bělinskij, Puškin 426-427,
- — Kritické články 549-550.
- Bidlo, Dějiny Ruska v 19, st., I. 601-603, II. 655-657.
- z Březové Vavřinec, Snář velmi pěkný 680-682.
- Carnegie, Panství obchodu I. 643-644; II. 692-694.
- Conn, O mechanismu života 396-398.
- Cook, První cesta kolem světa 865-866
- — Druhá cesta kolem světa 905-906.
- Croce, Aesthetika I. 588-589; II. 614-615.
- Chelčický, O boji duchovním 916-918.
- Flammarion, Koprník 138-140.
- — Hvězdné sny 722.
- — Pouť nebeská 363-365.
- Foster, Fyziologie 183-184.
- Geikie, Fysikální zeměpis 92-93.
- — Geologie 25-27.
- Giberneová, Hlubiny moře 333-335.
- Goadby, Anglie za Shakespeara 261-262.
- Hasištejnský z Lobkovic, Putování k svatému hrobu 554-553.
- Havlíček, Politické zásady 60,
- — Duch Národních Novin I. 751-754; II. 762-765.
- — Obrazy z Rus 370-372.
- Prof. dr. Hilty, Veřejná tajemství řečnického umění 932.
- Historie o životu dra J. Fausta 327-329.
- Hufeland, Makrobiotika 281-289.
- Humboldt, Obrazy z přírody I. 523-526; II. 538-541.
- Hus, O svatokupectví 604-606.
- Hutten, Dialogy 199-200.
- Huxley, Uvedení ve vědy přírodní 277.
- Ihering, Spropitné 879.
- Jungmann, Zápisky 630.
- Karějev, Úvod do sociologie 600.
- Karl IV. Vlastní životopis 774.
- Karyšev, Besedy o nár. hosp. 817-818.
- Kodym, Zdravověda 48-50.
- Kollár, Cestopis 570-579.
- Komenský, Štěstí národa 235,
- — Labyrint světa 497-500.
- Kraepelin, Studie přírody v bytě I. 595-596; II. 623-624
- — Studie přírody v zahradě 651-652; II. 673-674.
- — Studie přírody na letním bytě I. 782-783; II. 810-811.
- Král, Česká prosodie 716-719.
- Kurilov, Populární úvod do studia přírodních věd 543.
- La Bruyère, Charaktery 668-672.
- Liszt, Mezinárodní právo 903-904.
- Lockyer, Astronomie 90-91.
- Máchal, Bájesloví slovanské 566-567,
- Marko Polo, Milion 388-391.
- Martin Kabátník, Cesta z Čech do Jerusaléma a Kaira 287.
- Mauthner, Podstata řeči 532-536.
- Merlino, Formy a podstata socialismu II. 747-748; II. 760-761.
- Meyer, Jak povstal svět 658-659.
- — Konec světa 729-730.
- Michel, K dějinám umění 501-502.
- Michelet, Pták 447-449.
- Montagueová, Dojmy evropské a turecké 921-923.
- Mrštík, A. F. Pisemskij 639-640.
- Palacký, Politické myšlenky 53,
- — Idea státu Rakouského 558-539.
- Peters, Mineralogie 249-250.
- Platon, Faidros 909-910.
- Polák, Cesta do Italie I. 621-622; II. 628-629; III. 633-634; IV. 641-642.
- Purkyně, Útržky ze zápisníku 789-790.
- Rieger, Polit. výroky a zásady 76,
- — Rak. Slované a Maďaři 545-540.
- Rochefoucauld, Maximy a úvahy 352.
- Roscoe, Chemie 263-264.
- Rousseau, O smlouvě společenské 924-926.
- Ruskin, Koruna z plané olivy 145.
- — Sézam a lilie 228-230.
- Sallustius, Válka s Jugurthou 635-636.
- Seignobos, Pol. dějiny Francie 355-357.
- Seignobos a Métin, Současné dějiny, I. 580-581; II. 675-676; III. 699-700; IV. 743-745.
- Sixta, O sopkách 353-354.
- Stewart-Balfour, Fysika 257-258.
- Stremouchov, Za čínskou zdí 164.
- Tacitus, Germanie 746.
- Tolstoj, O smyslu života 740.
- Váňa, Doba a její lidé 86.
- Verne, Krištof Columbus 421-429.
- Vlček, I novému pokolení 409-411.
- Zíbrt, Nápisy ze staročeských památníků 593-594.
- — Staročeský rukohled a novočeský rukozpyt 819-821.

Celkový počet čísel přesáhl 1800.